# Chamaeleo harennae
Chamaeleo harennae är en ödleart som beskrevs av  Malcolm Largen 1995. Chamaeleo harennae ingår i släktet Chamaeleo och familjen kameleonter. Inga underarter finns listade i Catalogue of Life.